# Henrique Cunha Júnior
Henrique Antunes Cunha Júnior (São Paulo, 1952) é um engenheiro, sociólogo, educador, historiador, professor, pesquisador e ativista do movimento negro brasileiro.

## Formação
Graduou-se em Engenharia Elétrica pela Universidade de São Paulo (1975), em Sociologia pela Universidade Estadual Paulista (1979), fez mestrado em História na Universidade de Nancy (França, 1981), doutorado em Engenharia Elétrica pelo Instituto Politécnico de Lorraine (1983), e pós-doutorado em Engenharia na Universidade Técnica de Berlim (1985). Obteve o título de livre-docente pela Universidade de São Paulo (1993). Lecionou como professor titular na Universidade Federal do Ceará, e como professor visitante na Universidade Federal da Bahia. Entre 1987 e 1995 foi pesquisador sênior e chefe de departamento no Instituto de Pesquisas Tecnológicas do Estado de São Paulo. Na área de Engenharia tem interesse em Planejamento Energético; Ciência, Tecnologia e Sociedade; Sistemas de Controle; Eletrônica de Potência e Comando de Máquinas Elétricas.

## Movimento negro
Cunha Júnior tem um longo envolvimento com o movimento negro. Filho dos ativistas e intelectuais negros Henrique Antunes Cunha e Eunice de Paula, desde cedo teve contato íntimo com as lutas contra o racismo e a desigualdade racial e em favor da educação e do resgate da história, da consciência, da identidade e da dignidade da população afrodescendente. Na década de 1970 dirigiu grupos de teatro amador no movimento negro e foi membro do grupo Congada de São Carlos.
Em sua atividade acadêmica o interesse pelos temas da negritude e africanidades também se manifestou com destaque. Durante seus estudos na França entrou em contato com institutos culturais africanos e nova bibliografia sobre a África, e no Brasil participou de congressos e dos debates da Associação Afro-brasileira de Educação, Cultura e Preservação da Vida. Foi co-coordenador do 1º Congresso Brasileiro de Pesquisadores Negros, diretor do Instituto de Pesquisas da Afrodescendência, um dos fundadores e primeiro presidente da Associação Brasileira de Pesquisadores Negros, e membro do Conselho Nacional de Promoção da Igualdade Racial. Tem proferido muitas palestras públicas sobre a cultura e história negra, entre elas a palestra de abertura da Semana da Consciência Negra de 2014 organizada pela Prefeitura de Fortaleza,  na I Jornada Estadual de Estudos Afro-Brasileiros organizada pela Universidade da Integração Internacional da Lusofonia Afro-Brasileira, na I Jornada de Educação Afrobrasileira e Indígena da Universidade Federal de Campina Grande, e a palestra inaugural do curso de pós-graduação de ensino de História e Culturas da África e Afro-Brasileira da Fundação Educacional de Macaé. É pesquisador da pós-graduação em Educação Brasileira na Universidade Federal do Ceará, e fellow do African Scientific Institute. Publicou trabalhos nas áreas de História dos Afrodescendentes, Urbanismo Africano, Bairros Negros, Educação da População Negra e Tecnologias Africanas na Formação do Brasil.
Em 2009 recebeu da Câmara de São Carlos o título de Cidadão Emérito em reconhecimento da sua importante contribuição na promoção da igualdade racial. Em 2015 recebeu homenagem da Universidade de Santiago de Cabo Verde como "eminente acadêmico", a primeira concedida a um pesquisador estrangeiro. Segundo Auxiliadora Martins da Silva, Cunha Júnior é uma referência e um dos pesquisadores mais ativos do Brasil no campo dos estudos sobre a etnia negra, e "um importante protagonista da apropriação e veiculação, através de textos científicos, documentos educativos oficiais e outros materiais portadores de textos escritos e ilustrações do conceito de etnia negra no campo da educação brasileira".